# Adriaen van der Werff

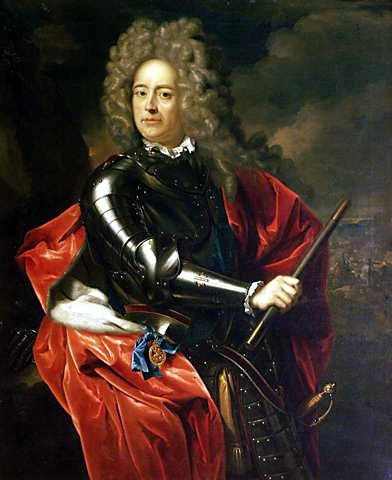
Portrét Johna Churchilla vévody z Marlborough z roku 1704 od Adriaena van der Werffa.

Adriaen van der Werff (21. ledna 1659 Kralingen-Ambacht dnes Rotterdam – 12. listopadu 1722 Rotterdam) byl nizozemský malíř, žijící v Rotterdamu na přelomu 17. – 18. století. Ve své době byl velmi oblíbený. Maloval nejprve uhlazené portréty a žánrové scény ve stylu Davida Tenierse, později se věnoval spíše mytologickým scénám. Jeho obrazy byly po celý jeho život oblíbené, jelikož vycházely vstříc požadavkům té doby, jež měla radši uhlazené náměty, než Rembrandtovy realisticky moderní pasty.